# Karomia
Genre
Classification phylogénétique
Karomia est un genre de plantes à fleurs de la famille des Lamiaceae. Ce genre a été décrit pour la première fois en 1932. Ce son des arbres ou des arbustes originaires d'Afrique orientale et australe, de Madagascar ainsi que du Vietnam.

## Espèces
Le genre Karomia regroupe 9 espèces qui sont soit des arbustes soit des arbres.
Selon Catalogue of Life (23 avril 2019), World Checklist of Selected Plant Families (WCSP) (23 avril 2019), The Plant List (23 avril 2019) et Tropicos (23 avril 2019) :
- Karomia fragrans Dop, Bull. Mus. Natl. Hist. Nat., sér. 2 (1932)
- Karomia gigas (Faden) Verdc., Fl. Trop. E. Africa (1992)
- Karomia humbertii (Moldenke) R.Fern., Garcia de Orta (1985 publ. 1988)
- Karomia macrocalyx (Baker) R.Fern., Garcia de Orta (1985 publ. 1988)
- Karomia madagascariensis (Moldenke) R.Fern., Garcia de Orta (1985 publ. 1988)
- Karomia microphylla (Moldenke) R.Fern., Garcia de Orta (1985 publ. 1988)
- Karomia mira (Moldenke) R.Fern., Garcia de Orta (1985 publ. 1988)
- Karomia speciosa (Hutch. & Corbishley) R.Fern., Garcia de Orta (1985 publ. 1988)
- Karomia tettensis (Klotzsch) R.Fern., Garcia de Orta (1985 publ. 1988)